# Vespinitocris tavakiliani
Vespinitocris tavakiliani là một loài bọ cánh cứng trong họ Cerambycidae.